# Appeninn Nyrt.
Az Appeninn Nyrt. (teljes nevén: Appeninn Vagyonkezelő Holding Nyilvánosan Működő Részvénytársaság) 2009-ben alapított, a Budapesti Értéktőzsde Prémium kategóriájában jegyzett, ingatlanbefektetéssel és vagyonkezeléssel foglalkozó részvénytársaság, amelynek tevékenysége elsősorban az iroda-, kiskereskedelmi- és logisztikai ingatlanpiacra, illetve a turisztikai fejlesztésekre koncentrálódik.

## Cégtörténet
Az Appeninn Vagyonkezelő Holding Nyilvánosan Működő Részvénytársaságot 2009. december 1-jén, egyszemélyes zártkörűen működő részvénytársaságként, Appenzell Holding Zrt. néven alapította a Lehn Consulting AG. nevű svájci társaság. Az elnevezés nem sokkal később a svájci törvényi szabályozások miatt módosult Appeninn Holding Zrt.-re. 2010 áprilisában a cég nyilvánosan működő részvénytársaságra változtatta működési formáját, majd ugyanezen év júniusában bevezette részvényeit a Budapesti Értéktőzsdére.
A vállalat tevékenységének fókusza már a kezdeti időkben is az ingatlankezelés volt. A Rotux Zrt. 2011 év eleji beolvadásával az Appeninn Vagyonkezelő Holding Nyilvánosan Működő Részvénytársaság addigi története legnagyobb tranzakcióját hajtotta végre, ami lehetővé tette, hogy 2011 szeptemberében a vállalat részvényeit átsorolják a Budapesti Értéktőzsde Prémium kategóriájába. Azt követően, hogy a 2016-os évet duplázódó nyereséggel zárta, 2017-ben története során először fizetett osztalékot a társaság, részvényenként 7 forint értékben.
2019-ben a balatonvilágosi Club Aliga üdülőterület, majd 2020-ban egy balatonfüredi kikötőt üzemeltető cégek, továbbá a több turisztikai ingatlanfejlesztési projektet is tulajdonló Dreamland Holding Zrt. 75%-os tulajdonrészének megvásárlásával a turisztikai célú fejlesztések piacára is belépett a vállalat. Ugyancsak 2019-ben csatlakozott a Magyar Nemzeti Bank által meghirdetett Növekedési Kötvényprogramhoz, amelynek keretein belül 20,1 milliárd forint értékben bocsátott ki kötvényt. 2019-ben az IFRS konszolidált ingatlaneszközeinek értékét 25 százalékkal, mintegy 50 milliárd forintra, az ingatlanokon elért fedezetét 50 százalékkal, 2 milliárd forintra növelte a 2018-as évhez képest. A 2019. évi IFRS szerinti konszolidált pénzügyi eredménye meghaladta a 4,3 milliárd forintot.

## Tevékenység
A számos leányvállalattal rendelkező társaság fő tevékenységi köre az ingatlan-bérbeadás, az ingatlanfejlesztés, valamint az ingatlan-üzemeltetés, amelyekkel elsősorban a minőségi irodaházak, az ipari-logisztikai ingatlanok, illetve a kiskereskedelmi ingatlanok piacán van jelen. Ezen szegmensekhez a 2020 márciusában közzétett, frissített vállalati stratégia értelmében a turisztikai célú fejlesztés is csatlakozott.

## Menedzsment
- Vezérigazgató: Szűcs Györgyi[11]
- Befektetői kapcsolattartó: Csizmadia Ildikó

## Vezetőség
- Igazgatótanács elnöke: Kertai Zsolt[12]
- Igazgatótanács tagok:   Szűcs Györgyi; Kertai Zsolt; Dr. Illés Tibor; Törő Csaba; Jombik Zoltán
- Auditbizottsági tagok: Kertai Zsolt; Törő Csaba; Jombik Zoltán

## Kiemelt ingatlanok, projektek

### Irodaházak
- Ü48 Irodaház, Budapest[13]
- Montevideo u. 2/C irodaház, Budapest [14]
- Rózsaházak „A” Irodaház, Budapest[15]
- Hattyúház, Budapest[16]

### Kiskereskedelmi ingatlanok
- 18 darab magyarországi kiskereskedelmi ingatlan, amelyeket a SPAR Magyarország Kft. bérel[17]

### Logisztikai ingatlanok
- 8 darab különálló épületből álló logisztikai ingatlan Kecskeméten[18]

### Turisztikai fejlesztések
- Club Aliga kikötő és szálloda – Balatonvilágos [4]
- Balatonfüredi kikötő és szálloda – Balatonfüred [5]
- Lepence Strand- és Élményfürdő – Visegrád
- BalaLand Family Hotel***** és BalaLand Familypark, valamint személyzetet ellátó hotel –  Szántód
- Minaro Hotel Tokaj**** – Tokaj
- Turisztikai Központ – Tokaj